# Lasconotus tuberculatus
Lasconotus tuberculatus là một loài bọ cánh cứng trong họ Zopheridae. Loài này được Kraus miêu tả khoa học năm 1912.